# SHOOT BOXING 2016 act.1
SHOOT BOXING 2016 act.1（シュートボクシング 2016 アクト1）は、シュートボクシングの大会の一つ。2016年2月13日、東京都文京区後楽園ホールで開催された。

## 大会概要
前年8月の大会で対戦し、北斗拳太郎へと対戦し、坂本優起リベンジを狙ったが、判定で坂本が返り討ちされる結果となった
メインで鈴木博昭が2敗を喫している“天敵”タップロン・ハーデスワークアウトと対戦。判定勝ちでタップロンが勝利を収めた。

## 試合結果
第1試合 スーパーバンタム級=55.0㎏　エキスパートクラス特別ルール
×  日本 内藤凌太 vs.  日本 笠原弘希 ◯
3R 終了 判定3-0（29-28、29-28、29-27）
第2試合 スーパーフェザー級=60.0㎏　エキスパートクラス特別ルール
×  日本 村田聖明 vs.  日本 末廣智明 ◯
3R 終了 判定2-0（30-29、29-29、30-29）
第3試合 スーパーバンタム級=55.0㎏　エキスパートクラス特別ルール
◯  日本 伏見和之 vs.  日本 國本真義 ×
3R 終了 判定3-0（30-29、30-29、30-28）
第4試合 エキスパートクラス特別ルール　スーパーバンタム級　3分3R無制限延長R
◯  日本 植山征紀 vs.  日本 有松朝 ×
3R 終了 判定2-0（30-28、29-29、29-28）
第5試合 ライト級=62.5㎏　エキスパートクラス特別ルール
◯  日本 土屋大喜 vs.  日本 荻野 裕至 ×
3R 終了 判定3-0（30-29、30-29、30-28）
第6試合 ライト級=62.5kg　エキスパートクラス特別ルール
◯  日本 海人 vs.  日本 高橋幸光 ×
3R 終了 判定3-0（※三者とも30-29）
第7試合 67.0㎏契約　エキスパートクラス特別ルール
×  日本 MASAYA vs.  日本 森本一陽 ◯
3R 終了 判定2-0（30-28、29-29、29-28）
第8試合 55.5kg契約　エキスパートクラス特別ルール
◯  日本 内藤大樹 vs.  日本 小笠原裕典 ×
3R 13秒　TKO（※右ストレート）
第9試合 セミファイナル　エキスパートクラス特別ルール　70.5kg契約　3分3R無制限延長R
×  日本 坂本優起 vs.  日本 北斗拳太郎 ◯
3R 終了 判定3-0（30-28、30-29、30-28）
第10試合 メインイベント　エキスパートクラス特別ルール　65.5kg契約　3分3R無制限延長R
×  日本 鈴木博昭 vs.  日本 タップロン・ハーデスワークアウト ◯
3R 終了 判定2-0（30-29、29-29、30-29）